# 947
| [ Edytuj tabelę ]              |                                                        |
| Książę Polski                  | - 940 Siemomysł 960                                    |
| Król Anglii                    | - 946 Edred 955                                        |
| Hrabia Aragonii                | - 922 Andregota Galíndez 972                           |
| Hrabia Aragonii i król Nawarry | - 926 Garcia I 970                                     |
| Hrabia Barcelony               | - 911 Sunyer I 947 - 947 Borrell II 992 - 947 Miro 966 |
| Książę Bawarii                 | - 938 Bertold 947 - 947 Henryk I 955                   |
| Książę Burgundii               | - 923 Hugo Czarny 952                                  |
| Cesarz Bizancjum               | - 913 Konstantyn VII Porfirogeneta 959                 |
| Car Bułgarii                   | - 927 Piotr I 969                                      |
| Książę Czech                   | - 935 Bolesław I Srogi 972                             |
| Król Danii                     | - 940 Gorm Stary 958                                   |
| Władca Egiptu                  | - 946 Abu al-Kasim Unudżur 960                         |
| Król Franków zachodnich        | - 936 Ludwik IV Zamorski 954                           |
| Hrabia Holandii                | - 939 Dirk II 988                                      |
| Cesarz Japonii                 | - 946 Murakami 967                                     |
| Kalif                          | - 946 Al-Muti 974                                      |
| Hrabia Kastylii                | - 923 Ferdinand Gonzalez 970                           |
| Król Khmerów                   | - 944 Radżendrawarman II 968                           |
| Wielki książę Kijowa           | - 945 Światosław I 972                                 |
| Patriarcha Konstantynopola     | - 933 Teofilakt 956                                    |
| Władca Korei                   | - 945 Chŏngjong 949                                    |
| Król Leónu                     | - 931 Ramiro II 950                                    |
| Król Norwegii                  | - 933 Haakon Dobry 961                                 |
| Hrabia Palatynatu              | - 945 Hermann Pusillus 994                             |
| Papież                         | - 946 Agapit II 955                                    |
| Hrabia Portugalii              | - 924 Mendo I i Mumadona Dias 950                      |
| Książę Saksonii                | - 936 Otton I Wielki 961                               |
| Król Szkocji                   | - 943 Malcolm I 954                                    |
| Doża Wenecji                   | - 942 Pietro III Candiano 959                          |
| Książę Węgier                  | - 907 Zoltán 947 - 947 Fajsz 955                       |

Rok 947 / CMXLVII
stulecia: IX wiek ~
X wiek ~
XI wiek

lata: 937 «
942 «
943 «
944 «
945 «
946 «
947
» 948
» 949
» 950
» 951
» 952
» 957

## Wydarzenia
- Kitanowie zaatakowali Chiny

## Urodzili się
- Adelajda Andegaweńska, królowa Franków (zm. 1026)
- Fenyang Shanzhao, chiński mistrz chan ze szkoły linji (zm. 1024)

## Zmarli
- 10 kwietnia - Hugo z Arles, król Włoch i Dolnej Burgundii (ur. około 880)
- 16 lipca - Tadabumi Fujiwara, japoński generał (ur. 873)
- 23 listopada - Bertold, książę Bawarii (ur. ok. 900)